# Villebichot
Villebichot é uma comuna francesa na região administrativa da Borgonha-Franco-Condado, no departamento de Côte-d'Or. Estende-se por uma área de 10,19 km². Em 2010 a comuna tinha 403 habitantes (densidade: 39,5 hab./km²).